# Paraje el Candelero
Paraje el Candelero är en ort i Mexiko.   Den ligger i kommunen Xonacatlán och delstaten Mexiko, i den sydöstra delen av landet, 30 km väster om huvudstaden Mexico City. Paraje el Candelero ligger 3 062 meter över havet och antalet invånare är 316.
Terrängen runt Paraje el Candelero är lite bergig. Runt Paraje el Candelero är det mycket tätbefolkat, med 1 956 invånare per kvadratkilometer. Närmaste större samhälle är Cuajimalpa, 17,6 km sydost om Paraje el Candelero. I omgivningarna runt Paraje el Candelero växer i huvudsak blandskog.